# Kozjari
Kozjari of Kozhari (Bulgaars: Кожари) is een dorp in het zuiden van Bulgarije in de gemeente Borino in de oblast Smoljan.

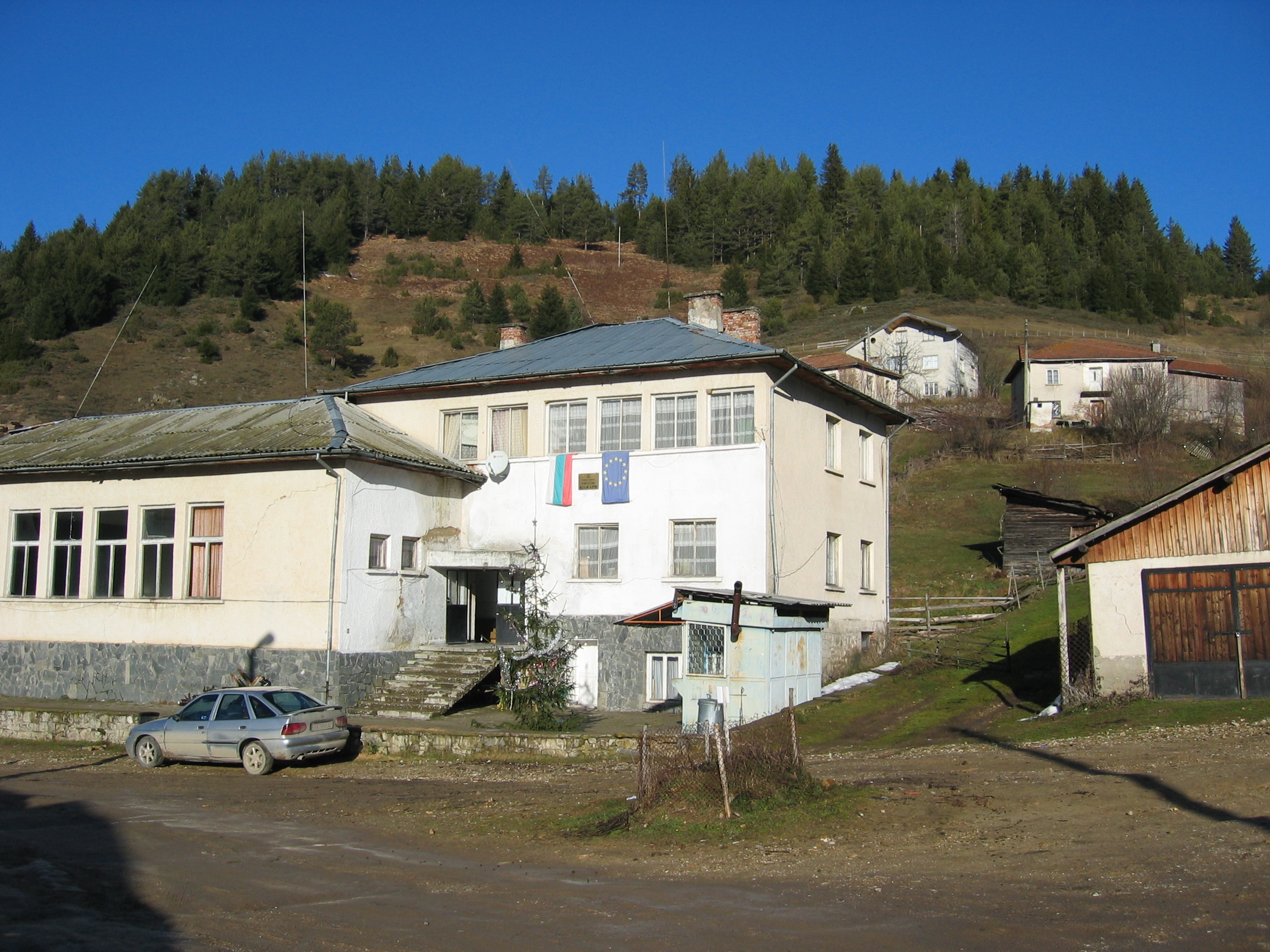
Het burgemeestershuis (kmetstvo)

## Ligging
Het dorp Kozjari ligt in de westelijke Rodopen, ongeveer 2 km van de Griekse grens en ongeveer 13 km van de Jagodina-grot. Kozjari ligt 3 km van het dorp Boejnovo, ongeveer 17 km van het dorp Jagodina en 36 km van de stad Devin. Via een smalle bergwerf is het dorp Trigrad bereikbaar, waar de Duivelskeelgrot zich bevindt.

## Geschiedenis
De oude naam van het dorp Demircileri (Bulgaars: Демирджилери). Het dorp is ontstaan als een berghut voor schapenherders uit het dorp Trigrad. Geleidelijk vestigden steeds meer gezinnen zich in het dorp. In 1920 woonden er 181 personen in het dorp. In 1946 was dat toegenomen tot 231 personen en in 1965 tot 328 personen. Na 1989 emigreerde een deel van de bevolking naar Oestina, Kritsjim en Stamboliïski. Op 31 december 2019 telde het dorp slechts 69 permanente inwoners.

## Bevolking
Gedurende eerste helft van de twintigste eeuw steeg de bevolking continu. Sinds 1965 neemt het inwonersaantal af. Op 31 december 2019 telde het dorp 69 inwoners.
| dorp Kozjari | 181 | 189 | 231 | 284 | 329 | 206 | 173 | 170 | 140 | 97 | 69 |

Alle 97 inwoners reageerden op de optionele volkstelling van 2011 en identificeerden zichzelf als etnische Bulgaren (100%).
Van de 97 inwoners in februari 2011 werden geteld, waren er 6 jonger dan 15 jaar oud (6,2%), gevolgd door 65 personen tussen de 15-64 jaar oud (67%) en 26 personen van 65 jaar of ouder (26,8%).